# Pullay
Pullay és un municipi francès situat al departament de l'Eure i a la regió de Normandia. L'any 2007 tenia 370 habitants.

## Demografia

### Població
El 2007 la població de fet de Pullay era de 370 persones. Hi havia 144 famílies de les quals 28 eren unipersonals (20 homes vivint sols i 8 dones vivint soles), 56 parelles sense fills, 44 parelles amb fills i 16 famílies monoparentals amb fills.
La població ha evolucionat segons el següent gràfic:
Habitants censats

### Habitatges
El 2007 hi havia 510 habitatges, 150 eren l'habitatge principal de la família, 356 eren segones residències i 4 estaven desocupats. Tots els 509 habitatges eren cases. Dels 150 habitatges principals, 137 estaven ocupats pels seus propietaris, 10 estaven llogats i ocupats pels llogaters i 3 estaven cedits a títol gratuït; 1 tenia una cambra, 3 en tenien dues, 21 en tenien tres, 33 en tenien quatre i 92 en tenien cinc o més. 135 habitatges disposaven pel capbaix d'una plaça de pàrquing. A 52 habitatges hi havia un automòbil i a 86 n'hi havia dos o més.

### Piràmide de població
La piràmide de població per edats i sexe el 2009 era:
| Homes | Edats   | Dones |
| ----- | ------- | ----- |
| 1     | 95 o +  | 0     |
| 0     | 90 a 94 | 2     |
| 1     | 85 a 89 | 1     |
| 2     | 80 a 84 | 1     |
| 6     | 75 a 79 | 5     |
| 10    | 70 a 74 | 8     |
| 12    | 65 a 69 | 10    |
| 8     | 60 a 64 | 8     |
| 11    | 55 a 59 | 11    |
| 15    | 50 a 54 | 13    |
| 11    | 45 a 49 | 16    |
| 13    | 40 a 44 | 15    |
| 13    | 35 a 39 | 12    |
| 7     | 30 a 34 | 8     |
| 7     | 25 a 29 | 12    |
| 6     | 20 a 24 | 8     |
| 12    | 15 a 19 | 35    |
| 13    | 10 a 14 | 12    |
| 9     | 5 a 9   | 11    |
| 7     | 0 a 4   | 3     |

## Economia
El 2007 la població en edat de treballar era de 228 persones, 165 eren actives i 63 eren inactives. De les 165 persones actives 151 estaven ocupades (73 homes i 78 dones) i 14 estaven aturades (6 homes i 8 dones). De les 63 persones inactives 34 estaven jubilades, 19 estaven estudiant i 10 estaven classificades com a «altres inactius».

### Ingressos
El 2009 a Pullay hi havia 151 unitats fiscals que integraven 387 persones, la mediana anual d'ingressos fiscals per persona era de 19.662 €.

### Activitats econòmiques
Dels 8 establiments que hi havia el 2007, 1 era d'una empresa extractiva, 1 d'una empresa de construcció, 5 d'empreses immobiliàries i 1 d'una empresa de serveis.
Dels 2 establiments de servei als particulars que hi havia el 2009, 1 era un electricista i 1 agència immobiliària.
L'any 2000 a Pullay hi havia 12 explotacions agrícoles que ocupaven un total de 287 hectàrees.

## Poblacions més properes
El següent diagrama mostra les poblacions més properes.